# 스에 요시에
스에 요시에(末芳枝, 1937년? ~ 2020년 4월 27일)는 일본의 메조소프라노 성악가, 음악 교육자이다.
니혼 대학의 교편을 잡았으며 제자 중에는 오가와 유스케 등이 있다.
2013년부터 2016년까지 일본 성악발성학회 회장을 지냈다.
2020년 4월 18일 코로나19 양성 진단을 받고 입원했다. 가수로서 목을 그대로 남기고 싶다며 인공호흡기를 거부하였고, 투병하다 4월 27일 사망하였다.